# Peperomia rostulatiformis
Peperomia rostulatiformis är en pepparväxtart som beskrevs av Truman George Yuncker. Peperomia rostulatiformis ingår i släktet peperomior, och familjen pepparväxter. Inga underarter finns listade i Catalogue of Life.